# Coppa delle Coppe 1979-1980 (pallamano maschile)
La Coppa delle Coppe 1979-1980 è stata la 5ª edizione della omonima competizione europea di pallamano riservata alle squadre di club. Il torneo ha avuto inizio il 14 ottobre 1979 e si è concluso il 20 aprile 1980. Il titolo è stato conquistato dagli spagnoli del Calpisa Alicante per la prima volta nella loro storia sconfiggendo in finale i tedesco occidentali del Gummersbach. Il Calpisa Alicante, vincendo il trofeo, ha ottenuto anche il diritto a partecipare al Champions Trophy 1980.

## Risultati

### Primo turno
| Squadra 1       | Totale  | Squadra 2          | Andata  | Ritorno |
| --------------- | ------- | ------------------ | ------- | ------- |
| Avanti Lebbeke  | 37 - 48 | Bern Muri          | 24 - 24 | 13 - 24 |
| Dudelange       | 34 - 47 | Blauw-Wit Neerbeek | 17 - 25 | 17 - 22 |
| Porto           | 50 - 42 | Maccabi Ramat Gan  | 26 - 23 | 24 - 19 |
| Rovereto        | 43 - 53 | Trakia Plovdiv     | 19 - 20 | 24 - 33 |
| Sparta Helsinki | 35 - 43 | Fjellhammer        | 18 - 18 | 17 - 25 |

### Ottavi di finale
| Squadra 1          | Totale  | Squadra 2           | Andata  | Ritorno |
| ------------------ | ------- | ------------------- | ------- | ------- |
| Blauw-Wit Neerbeek | 39 - 41 | Bern Muri           | 19 - 20 | 20 - 21 |
| Borac Banja Luka   | 56 - 52 | Trakia Plovdiv      | 37 - 26 | 19 - 26 |
| Copenaghen         | 30 - 50 | Grün-Weiß Dankersen | 19 - 29 | 11 - 21 |
| Digione            | 41 - 55 | Debreceni Dózsa     | 26 - 28 | 15 - 27 |
| Fjellhammer        | 32 - 45 | Gummersbach         | 15 - 20 | 17 - 25 |
| Heim               | 45 - 38 | Víkingur            | 23 - 19 | 22 - 19 |
| Krems              | 32 - 53 | Calpisa Alicante    | 17 - 25 | 15 - 28 |
| Slavia Praga       | 63 - 47 | Porto               | 35 - 24 | 28 - 23 |

### Quarti di finale
| Squadra 1        | Totale  | Squadra 2           | Andata  | Ritorno |
| ---------------- | ------- | ------------------- | ------- | ------- |
| Borac Banja Luka | 49 - 42 | Bern Muri           | 29 - 21 | 20 - 21 |
| Debreceni Dózsa  | 43 - 54 | Calpisa Alicante    | 24 - 22 | 19 - 32 |
| Heim             | 42 - 41 | Grün-Weiß Dankersen | 23 - 18 | 19 - 23 |
| Slavia Praga     | 34 - 41 | Gummersbach         | 18 - 20 | 16 - 21 |

### Semifinali
| Squadra 1        | Totale  | Squadra 2   | Andata  | Ritorno |
| ---------------- | ------- | ----------- | ------- | ------- |
| Borac Banja Luka | 36 - 39 | Gummersbach | 20 - 18 | 16 - 21 |
| Calpisa Alicante | 68 - 50 | Heim        | 40 - 25 | 28 - 25 |

### Finale
| Alicante 30 marzo 1980 Finale di andata | Calpisa Alicante | 20 – 15 | Gummersbach |  |

| Dortmund 20 aprile 1980 Finale di ritorno | Gummersbach | 18 – 16 | Calpisa Alicante |  |